# Macates (escultor)
Macates (grec antic: Μαχάτας, llatí: Machatas) fou un escultor de l'antiga Grècia conegut solament per dues inscripcions, una en una estàtua d'Hèracles dedicada per cert Làfanes, fill de Làstenes, i una altra dedicada a Asclepi. Res se sap del seu origen o la seva època.